# Ortobicupolă pentagonală alungită
În geometrie ortobicupola pentagonală alungită sau prisma pentagonală cantelată este un poliedru convex construit prin alungirea unei ortobicupole pentagonale (J30) prin inserarea unei prisme decagonale între cele două jumătăți. Este poliedrul Johnson J38. Rotirea uneia dintre cupolele pentagonale (J5) cupole cu 36° înainte de alungire produce o girobicupolă pentagonală (J31), iar după alungire produce o girobicupolă pentagonală alungită (J39).

## Mărimi asociate
Următoarele formule pentru arie, A și volum, V sunt stabilite pentru lungimea laturilor tuturor poligoanelor (care sunt regulate) a:
{\displaystyle A=\left(20+{\sqrt {{\frac {5}{2}}\left(10+{\sqrt {5}}+{\sqrt {75+30{\sqrt {5}}}}\right)}}\right)a^{2}\approx 27,771081~a^{2},}
{\displaystyle V={\frac {1}{6}}\left(10+8{\sqrt {5}}+15{\sqrt {5+2{\sqrt {5}}}}\right)a^{3}\approx 12,342299~a^{3}.}